# Zensurmassnahmen der PTT im Zweiten Weltkrieg
Die Zensurmassnahmen der PTT im Zweiten Weltkrieg waren eine Form der staatlichen Kontrolle der Informationsflüsse, die teilweise durch die schweizerischen Post-, Telefon- und Telegrafenbetriebe (PTT) ausgeführt wurden. Daneben spielte die Abteilung Presse und Funkspruch (APF) eine wichtige Rolle bei der Zensur in der Schweiz während des Zweiten Weltkrieges.

## Geschichte
Nach dem Ende des Ersten Weltkriegs wurden Artikel 6 und Artikel 25 des 1910 erlassenen Postgesetzes in das neue Postverkehrsgesetz übernommen. Artikel 6 des Postverkehrsgesetzes regelte die Ausnahmen vom Postgeheimnis und Artikel 25 den Ausschluss von Postsendungen beschimpfender oder unsittlicher Natur, sowie Postsendungen, deren Inhalt als Aufruf zur Verübung eines Verbrechens verstanden werden konnte. Nach dem Beginn des Zweiten Weltkriegs erliess der Bundesrat basierend auf dem Vollmachtbeschluss vom 30. August 1939 die notwendigen Ermächtigungsverordnungen und Instruktionen, um die Zensur in der Schweiz zu organisieren. Am 8. September 1939 entschied der Bundesrat über den Schutz der Sicherheit des Landes im Gebiet des Nachrichtendienstes und beauftragte das Armeekommando, die Veröffentlichungen und Übermittlungen von Nachrichten und Äusserungen durch die Post zu überwachen und die erforderlichen Massnahmen zu treffen. Im Gegensatz zum Ersten Weltkrieg war nun die Möglichkeit von umfassenden Zensurmassnahmen und damit der teilweisen oder vollständigen Unterdrückung des Postverkehrs vorgesehen. Während der Militärstab Abteilung Presse und Funkspruch für die Zensur zuständig war, waren die PTT als ausführendes Organ in den Prozess der Beschlagnahme involviert. Die Postangestellten wurden beauftragt, den Postverkehr und die Auslandpresse einer ersten Vorkontrolle zu unterziehen und die Telefonverbindungen und Telegramme zu überwachen. Sämtliche dieser Verordnungen und Bestimmungen wurden nach dem Zweiten Weltkrieg wieder ausser Kraft gesetzt.

## Organisation der Zensur
Die Abteilung Presse und Funkspruch war bis 31. Januar 1942 direkt dem Armeestab, ab 1. Februar 1942 dem Eidgenössischen Justiz und Polizeidepartement der Schweiz unterstellt. Zum Leiter der Abteilung Presse und Funkspruch wurde der Bundesrichter Eugen Hasler ernannt. Das Inspektorat und dessen Leiter besetzten die zentrale Stelle der Abteilung. Von Anfang an waren Vertreter der Presse als freie Berater zur Behandlung von Fragen der inländischen Presse hinzugezogen worden, die unter der Bezeichnung "Presseberatungsstelle" alle grundsätzlichen Probleme, aber auch einzelne wichtige Fälle auf dem Gebiet des inländischen Pressewesens mitberieten. Auch in anderen Bereichen, wie der Postkontrolle, kam es zur Zusammenarbeit mit zivilen Organen. Im Falle der Postkontrolle waren dies die PTT. Die PTT waren weiter mit der Kontrolle von ausländischen Presseerzeugnissen und der Überwachung von Telegrammen und Telefonverbindungen beauftragt. In den Zensurprozess der Bereiche Film, Radio, Inlandpresse, Telefonie und Telegrafie waren die PTT nicht eingebunden.

## Postzensur
Auch wenn während des Zweiten Weltkrieges keine allgemeine Postzensur bestand, unterlagen sowohl die Inland-, als auch die Auslandpost einer Kontrolle.

### Inlandpost
Während des Zweiten Weltkriegs war der freie Postverkehr für die Schweizer Bevölkerung grundsätzlich gewährleistet. Wurde eine Person oder eine Organisation im Inland oder aber auch im Ausland als potenziell gefährlich identifiziert, konnte die Politische Polizei jedoch eine sogenannte Postsperre veranlassen. Eine solche Postsperre hatte zur Folge, dass Postsendungen von und an die Person oder Organisation abgefangen und kontrolliert werden durften. Es handelte sich also nicht um eine Sperre, sondern viel mehr um eine Kontrolle des Postverkehrs, die Postsendungen zumindest verzögern konnte. Um die Postsperren durchzusetzen, wurden Überwachungslisten mit den Namen der Personen und Organisationen an die jeweiligen Kreispostdirektionen gesandt. Die Kreispostdirektionen wurden mit diesen Überwachungslisten beauftragt, Brief- und Paketsendungen von und an die Personen und Organisationen auf der Liste einzuziehen und zwecks Überwachung und Kontrolle an die Politische Polizei zu übermitteln. In aller Regel wurden die Postsendungen nach der Kontrolle durch die Politische Polizei normal an den Empfänger weitergeleitet, wodurch es zwar häufig zu Verzögerungen, aber nur in Ausnahmefällen zu einer Einschränkung des Postverkehrs kam. Die Post selber konnte weder eine Postsperre veranlassen, noch war es dem Postpersonal gestattet, Postsendungen von und an Schweizer Organisationen auf Verdacht hin zu beschlagnahmen oder zu öffnen. Sie übernahm im Zensurprozess der inländischen Postsendungen stets nur die Rolle eines ausführenden Organs, womit das Postgeheimnis auch während des Zweiten Weltkriegs gewährleistet war. Die Öffnung von Briefen und Paketen war Aufgabe der Politischen Polizei.

### Auslandpost
Gestützt auf eine Weisung der Abteilung Presse und Funkspruch war die Post beauftragt, verschlossene Post aus dem Ausland oder ins Ausland stichprobenweise zu kontrollieren. Zwar war der Postverkehr mit dem Ausland grundsätzlich gestattet, nach den Weisungen und Instruktionen der Abteilung Presse und Funkspruch war jedoch der gesamte Postverkehr aus der Schweiz ins Ausland und aus dem Ausland in die Schweiz einer Kontrolle unterworfen und konnte bei Bedarf zensiert werden. Ausgenommen von diesen Regelungen waren Sendungen von und an Behörden der Eidgenossenschaft, der Kantone, Bezirke und Gemeinden, sofern sie nicht persönlich an bestimmte Mitglieder von Behörden adressiert waren, sowie Sendungen von und an ausländische Gesandtschaften in der Schweiz, den Völkerbund, das internationale Arbeitsamt, die Bank für internationalen Zahlungsausgleich, die ständigen Vertretungen beim Völkerbund und dem internationalen Arbeitsamt, sowie dem internationalen Roten Kreuz.
Verdächtige Postsendungen durften jedoch vom Postpersonal nicht geöffnet werden, sondern es musste anhand von äusserlichen Merkmalen festgestellt werden, ob es sich um eine potenziell gefährliche Sendung handeln könnte. Wurde eine Postsendung als potenziell gefährlich eingestuft, musste sie der Bundesanwaltschaft zur Kontrolle übermittelt werden. Täglich wurden von der Kreispostdirektion Bern rund 40 Sendungen kontrolliert, die aufgrund des Absenders, Empfängers oder der grossen Anzahl gleichartiger Briefe auffielen. Rund 30 weitere Postsendungen konnten täglich aufgrund des Gewichts, ihrer Masse oder einer sonstigen Besonderheit als Propagandamaterial identifiziert werden. Ohne die Postsendungen zu öffnen, musste das Postpersonal evaluieren, ob eine Sendung, gestützt auf den Bundesratsbeschluss betreffend Massnahmen gegen staatsgefährliches Propagandamaterial vom 27. Mai 1938, beschlagnahmt werden sollte oder nicht. Der Bundesanwaltschaft war es schliesslich gestattet, die Sendungen zu öffnen und nach inhaltlichen Kriterien zu evaluieren. Postsendungen mit auffälligen Gruss- und Schlussformeln wie "Heil Hitler" oder "Proletarier aller Länder vereinigt euch" wurden so beispielsweise als ausländische Propaganda eingestuft und beschlagnahmt. Ziel des Zensurprozesses war es, gegen ausländische Spionage, ausländische Propaganda und die moralische Schwächung der Wehrkräfte vorgehen zu können. Durch die Kontrolle wurden während der Kriegszeit mehrere militärgerichtliche und bürgerliche Strafuntersuchungen eingeleitet.

## Zensur Auslandpresse
Die PTT der Schweiz waren ausschliesslich in den Zensurprozess der Auslandpresse, nicht aber der Inlandpresse involviert. Zwischen Kriegsbeginn und Februar 1940 erfolgte die Zensur der ausländischen Presseerzeugnisse über die Postorgane und in zu diesem Zweck errichteten Kontrollen, die der Generaldirektion PTT unterstellt waren. Presseerzeugnisse, die gegen die Zensurbestimmungen zu verstossen schienen, wurden vom Postpersonal an die Generaldirektion PTT für die Endkontrolle und allfällige Zensurmassnahmen weitergeleitet. Ende Februar 1940 wurde die Endkontrolle der ausländischen Presseerzeugnissen an die "Sektion Auslandpresse" des Armeestabs Abteilung Presse und Funkspruch übertragen. Nach dieser Umstrukturierung des Zensurprozesses übernahmen die PTT nur noch eine ausführende Rolle. Um die ausländischen Presseerzeugnisse zu kontrollieren, wurden den jeweiligen Kreispostdirektionen Listen mit potenziell staatsgefährlichem Propagandamaterial zugestellt. Diese Listen dienten dem Postpersonal als Grundlage zur Bestimmung von Zeitungen, Zeitschriften und Broschüren, die nicht für die Verbreitung in der Schweiz gestattet waren und darum beschlagnahmt werden mussten. Die "Sektion Auslandpresse" arbeitete darum stets eng mit den Organen der PTT, insbesondere dem Rechtsdienst der Generaldirektion PTT, zusammen, damit die Zensurbestimmungen eingehalten werden konnten.

## Telefon- und Telegrafenzensur
In verschiedenen Strafdelikten wie Mord oder Betrug waren die PTT befugt, Telefonanschlüsse und Telegramme zu überwachen. Für die Telefon- und Telegrafenzensur waren zu Beginn des Krieges auch die PTT zuständig, da diese über die nötige Infrastruktur, ausgebildetes Personal und über die notwendige Erfahrung verfügten. Überwacht wurde beispielsweise die Kommunikation der Gesandtschaften. Besonders wurde der Telefonverkehr der deutschen, französischen, italienischen und der britischen Gesandtschaft überwacht. Die PTT bildeten das notwendige Personal für die Sektion Telefon und Telegramm der APF aus und stellten dieser auch die Räumlichkeiten und die technischen Geräte zur Verfügung. Die anfallenden Kosten gingen zu Lasten der Militärverwaltung. „Unerwünschte Gespräche“ sollten nicht unterbrochen werden, sondern vielmehr inhaltlich erfasst werden. Dadurch wurde es möglich, verdächtige Personen und Mitteilungen festzustellen. Telefonate mit dem Ausland wurden nur verbunden, wenn der Anrufende im Telefonverzeichnis aufgeführt war. Dadurch waren Auslandsgespräche in öffentlichen Telefonkabinen nicht möglich. Einige Mitarbeiter der PTT und die Sektion Telegraf und Telefon der Abteilung Presse und Funkspruch waren dafür zuständig, dass keine Wetter- und Witterungsberichte aus militär-strategischen Gründen telegrafisch übermittelt wurden. Die Schweiz war in verschiedene Telefonnetzgebiete eingeteilt. Diese konnten nicht alle durch eine militärische Zensurstelle kontrolliert werden. Deshalb wurden in Regionen, in denen es keine militärische Zensurstelle gab, die PTT damit beauftragt, Telefonüberwachungen auszuführen. Technisch war es aber nicht möglich, jedes Gespräch einzeln zu kontrollieren und wenn nötig zu unterbrechen. Denn rund 60 % der Telefonverbindungen konnten selber hergestellt werden und bedurften keiner Verbindung durch eine Telefonistin.
Sprachen

Eine Eigenheit der von der PTT durchgeführten Zensurmassnahmen stellten die erlaubten Sprachen im Telefon- und Telegrafenverkehr dar. Waren ab 2. September 1939 ursprünglich nur die vier Landessprachen im Inlandverkehr und noch das Englische im Auslandverkehr erlaubt, wurden diese Kontrollmassnahmen später etwas verändert. Bevor es zu einer Lockerung der Massnahmen kam, wurde auf Basis einer Weisung der APF das Rätoromanische vom Auslandverkehr ausgeschlossen. Ab 31. Dezember 1939 wurde auf Bestreben der Hotellerie-Lobby das Englische auch für den Inlandverkehr freigegeben. Auf ein Gesuch der Zürcher Handelskammer wurde am 20. April 1940 die spanische Sprache für Telegramme erlaubt. Zwar waren diese Sprachen nun in der Telekommunikation nicht länger verboten, aber von einer freien Verfügung kann nicht die Rede sein, zumal der Bevölkerung nicht kommuniziert worden war, dass diese Sprachen nun erlaubt seien.
Eine Besonderheit unter den vier Landessprachen stellte das Rätoromanische dar, da es erst 1938 als Landessprache, aber noch nicht als Amtssprache, in die Bundesverfassung aufgenommen wurde. Dies geschah in der Absicht, irredentistische Strömungen, die vom faschistischen Italien ausgingen, zu unterbinden und die rätoromanische Bevölkerung enger an den Nationalstaat Schweiz zu binden.

## Rechtliche Grundlagen
- Bundesverfassung, Ar. 102, insbesondere 8–10
- Bundesratsbeschluss vom 26. März 1934 betreffend Massnahmen gegen den Missbrauch der Pressefreiheit
- Bundesratsbeschluss vom 27. Mai 1938 betreffend Massnahmen gegen staatsgefährliches Propagandamaterial
- Bundesratsbeschluss vom 5. Dezember 1938 betreffend Massnahmen gegen staatsgefährliche Umtriebe und zum Schutze der Demokratie
- Verordnung vom 14. April 1939 und 2. September 1939 über die Handhabung der Neutralität
- Bundesratsbeschluss vom 30. August 1939 über Massnahmen zum Schutze des Landes und zur Aufrechterhaltung der Neutralität (Vollmachtenbeschluss)
- Neutralitätserklärung des Bundesrates vom 31. August 1939
- Bundesratsbeschluss vom 8. September 1939 über den Schutz der Sicherheit des Landes im Gebiet des Nachrichtendienstes
- Bundesratsbeschluss vom 8. September 1939 über die Ordnung des Pressewesens
- Grunderlass der APF vom 8. September 1939 und Grundsätze der Pressekontrolle der APF vom 6. Januar 1940 (beide wurden durch den BRB vom 31. Mai 1940 als Notrecht für verbindlich erklärt.)
- Verordnung vom 22. September 1939 über die Wahrung der Sicherheit des Landes
- Bundesratsbeschluss vom 3. Oktober 1939 über die Ausfuhr und den Verkauf von Karten, Plänen und anderen Geländedarstellungen und deren Herstellungsmaterial
- Geschäftsordnung vom 9. Dezember 1939 der Eidgenössischen Rekurskommission für Presse und Funkspruch
- Bundesratsbeschluss vom 26. März 1940 betreffend die Veröffentlichungen über Spionagefälle
- Bundesratsbeschluss vom 31. Mai 1940 betreffend die Überwachung der schweizerischen Presse
- Bundesratsbeschluss vom 15. November 1940 über die Verfolgung der Gerüchtemacherei und Verletzung der Geheimhaltepflicht auf kriegswirtschaftlichem Gebiet
- Bundesratsbeschluss vom 30. Dezember 1941 betreffend die Überwachung der politischen, militärischen und wirtschaftlichen Schriften
- Bundesratsbeschluss vom 30. Dezember 1941 über die Neugründung von Zeitungen, Zeitschriften sowie von Presse- und Nachrichtenagenturen
- Bundesratsbeschluss vom 30. Dezember 1941 über die Unterstellung der APF im Armeestab unter den BR
- Bundesratsbeschluss vom 4. August 1942 über Straf- und Verfahrensbestimmungen zum Schutze der Landesverteidigung und der Sicherheit der Eidgenossenschaft
- Bundesratsbeschluss vom 18. Juni 1945 über die Aufhebung des BRB vom 31. Mai 1940 betreffend die Überwachung der Schweizer Presse
- Bundesratsbeschluss vom 29. Juni 1945 über die Aufhebung des BRB vom 30. Dezember 1941 betreffend die Überwachung der politischen, militärischen oder wirtschaftlichen Schriften
- Bundesratsbeschluss vom 31. Juli 1945 und 18. März 1946 und folgende betreffend Neugründung von Zeitungen und Zeitschriften sowie von Presse- und Nachrichtenagenturen
- Bundesratsbeschluss vom 7. September 1945 über die Aufhebung des BRB vom 30. Dezember 1941 über die Unterstellung der Abteilung Presse und Funkspruch im Armeestab unter den BR
- Bundesratsbeschluss vom 13. Dezember 1946 betreffend die Aufhebung des BRB vom 8. September 1939 über den Schutz der Sicherheit des Landes im Gebiet des Nachrichtendienstes